# Virio Lupo
Virio Lupo (fl. III secolo) è stato un generale romano, governò la Britannia romana dal 197 circa al 201/202.

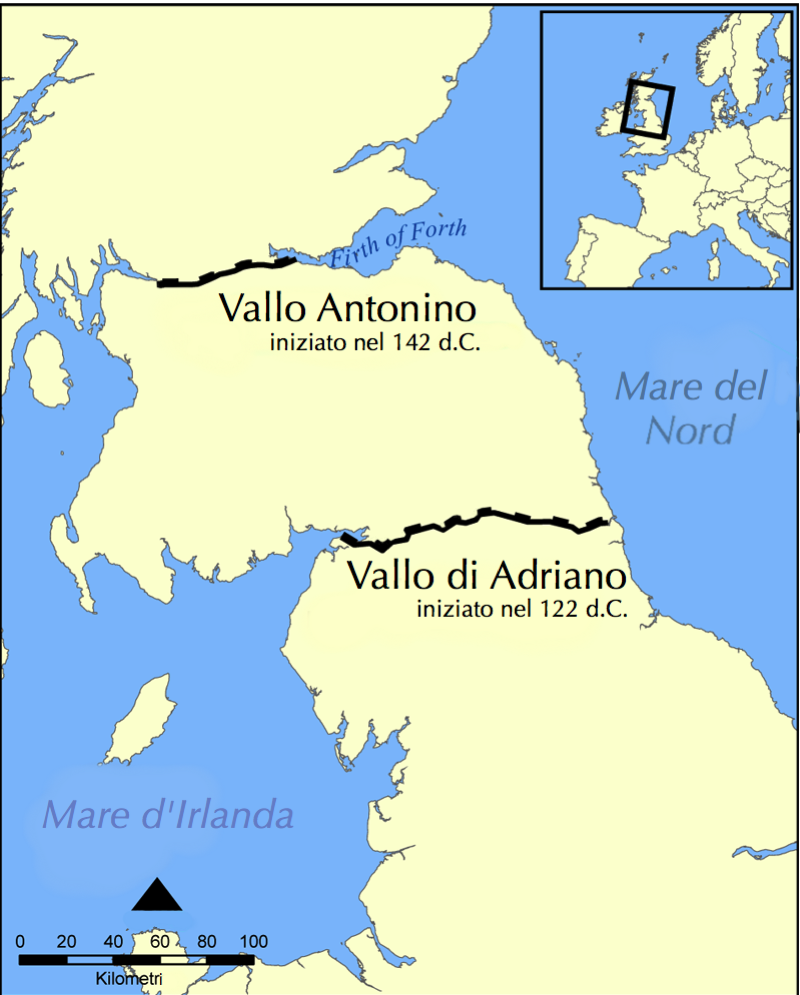
Mappa dei confini fortificati dell'Impero romano in Britannia

Servì come legato in una delle province della Germania e supportò Settimio Severo durante la guerra civile seguita all'assassinio di Pertinace. Nel 196, le sue truppe furono però sconfitte da quelle dell'usurpatore Decimo Clodio Albino, che era stato acclamato imperatore dalle legioni della Britannia.
Dopo aver forse rivestito il consolato, nel 197, quando Severo divenne imperatore, Virio fu nominato proconsole della Britannia, col compito di ristabilire l'ordine nell'isola. Avendo poche truppe con cui opporsi ai meati e temendo che si alleassero coi Caledoni, fu costretto a scendere a patti con loro e a comprare la pace, così da garantire la tranquillità lungo i confini della provincia.
Egli ricostruì molte fortezze nelle Pennines e fu aiutato nel suo lavoro dal procuratore provinciale Sesto Vario Marcello.